# دانشگاه اولم

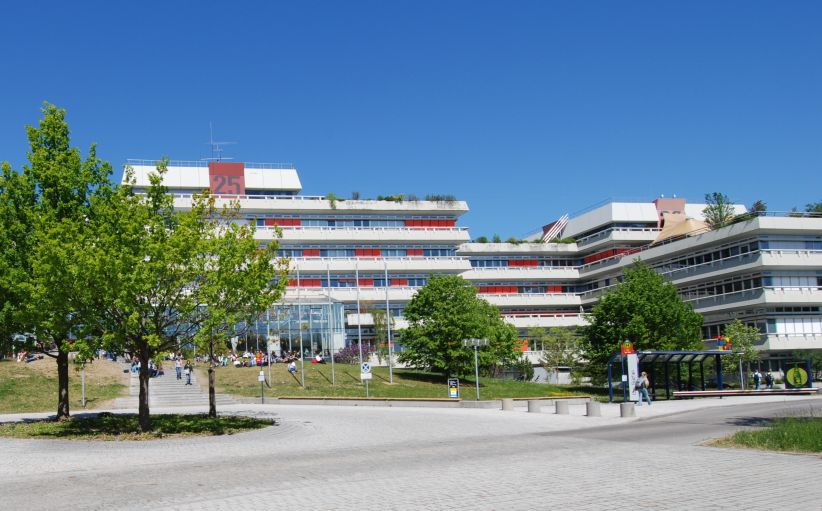
ساختمان مرکزی دانشگاه

دانشگاه اولم (آلمانی: Universität Ulm) یک دانشگاه دولتی در اولم در ایالت بادن-وورتمبرگ آلمان است. این دانشگاه در ۱۹۶۷ میلادی بنیان‌گذاری شده است و دارای رشته‌هایی در زمینه‌های علوم طبیعی، پزشکی، علوم مهندسی، ریاضیات، اقتصاد ، علوم رایانه و روانشناسی است. دانشگاه اولم یکی از نوترین دانشگاه‌های دولتی آلمان است. شمار دانشجویان آن در ترم تابستان ۲۰۱۳ میلادی، ۹٬۱۸۸ نفر بوده است. پردیس دانشگاه در شمال شهر بر روی تپه‌ای واقع شده است. بیمارستان آموزشی دانشگاه هم دارای چند مقر در شهر است.
تایمز هایر اجوکیشن در ۲۰۱۴ میلادی، این دانشگاه را در جایگاه ۱۶ از میان ۱۰۰ دانشگاه جوان زیر ۵۰ سال جهان قرار داد که دانشگاه اولم را در جایگاه نخست دانشگاه‌های جوان آلمان قرار می‌داد.

## رتبه بندی
در رتبه‌بندی دانشگاه‌های جهان QS در سال ۲۰۲۰ دانشگاه اولم در رده ۳۴۰ دنیا قرار گرفته‌است. همچنین در رتبه‌بندی مؤسسه تایمز در سال ۲۰۲۰ این دانشگاه رتبه ۱۴۱ را در بین دانشگاه‌های جهان از آن خود کرده‌است.

## دانشکده‌ها

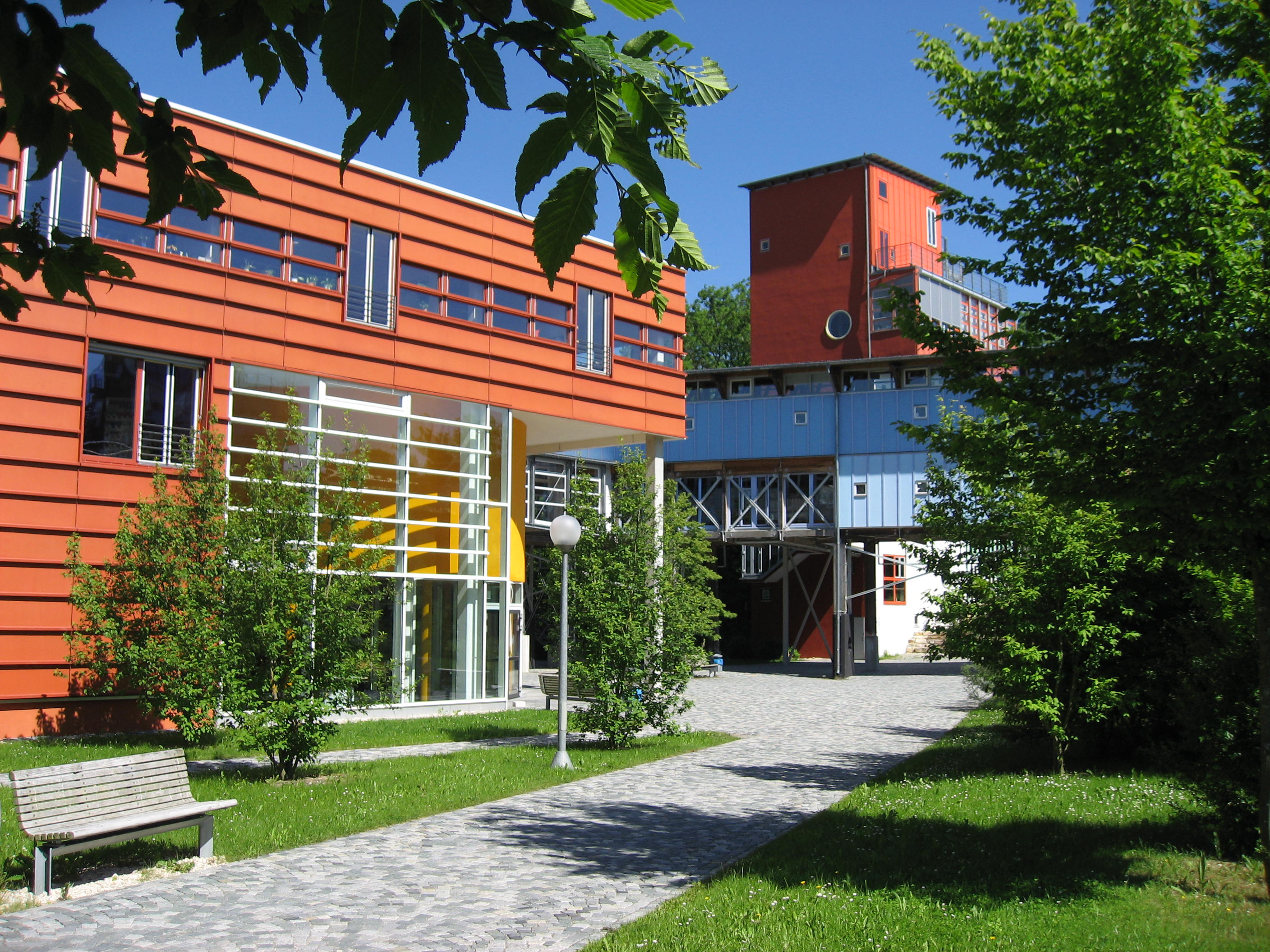
ساختمان کتابخانه

دانشگاه اولم دارای چهار دانشکده و یک بیمارستان است:
- دانشکدهٔ مهندسی و دانش رایانه و روانشناسی
- دانشکدهٔ ریاضیات و اقتصاد
- دانشکدهٔ علوم طبیعی
- دانشکدهٔ پزشکی